# Donne in attesa
Donne in attesa (Kvinnors väntan) è un film di Ingmar Bergman, realizzato nel 1952 e presentato l'anno successivo alla Mostra di Venezia.
Il film giunse in Italia solamente nel 1960.

## Trama
Quattro donne di nome Annette, Rakel, Marta e Karin sono in attesa del loro mariti, tutti fratelli tra loro. Nell'attesa degli uomini si raccontano alcune esperienze passate.
Annette, che sembra avere il rapporto più felice col marito, confessa invece che tra loro non c'è stata mai vera comprensione. Rakel racconta di quando, un paio d'anni prima, ha tradito il marito e glielo ha confessato, accusandolo apertamente di frigidità.
Marta racconta il suo incontro con Martin durante un frenetico Can-can in un locale di Parigi, quando si innamorò del ragazzo. Vi è poi l'attesa di un bimbo, la morte del padre di Martin, le incomprensioni.
La giovane Maj, stanca di ascoltare, si allontana con Henrik e insieme progettano di fuggire insieme, prima a Copenaghen, poi a Parigi e infine in Italia, perché Henrik non accetta di entrare nell'azienda del padre.
Karin invece racconta di quando lei e il marito, tornando a casa da una festa dell'azienda, si trovarono bloccati in ascensore e passarono il tempo a confessarsi i reciproci tradimenti, ma in modo disinvolto e allegro, senza punte di rancore, arrivando anzi a baciarsi appassionatamente. Quando l'ascensore riprese a funzionare, essi si trovarono davanti ad un gruppo di persone che li guarda stupiti perché si trovano un po' discinti e buffi.
Arrivano finalmente i quattro mariti e si fa festa, ma Maj confida alla sorella il proposito di partire e, malgrado Marta la supplichi di non farlo, lei ed Henrik salgono su una barca.